# Huisduinen
Huisduinen est un village de la commune néerlandaise du Helder, dans la province de la Hollande-Septentrionale. En 2009, le village comptait environ 1 000 habitants.

## Histoire
Le village a été mentionné pour la première fois entre 918 et 948 sous le nom de Husidina, ce qui signifie « maison dans les dunes ». Un établissement plus à l'ouest a été connu en 866, mais a disparu dans la mer en 1170. Le second village a disparu en 1570. Le village actuel a été construit autour d'une Sconce (en) datant de 1574. En 1610, une digue a été construite jusqu'à Callantsoog et Huisduinen n'était plus une île. En 1672, la bataille de Texel, appelée « bataille de Kijkduin » en néerlandais, s'est déroulée près du village,.
L'église réformée néerlandaise est une église sans bas-côtés datant de 1851. Entre 1895 et 1896, l'église a été profondément remodelée. L'église contient une maquette en bois d'un baleinier datant de 1787.
La forteresse Kijkduin a été construite par Napoléon à Huisduinen entre 1811 et 1813 et servait à protéger Den Helder. En 1878, un phare a été construit au nord de la forteresse. Aujourd'hui, le fort abrite un musée,.
Huisduinen comptait 327 habitants en 1840. En 1942, le village a été évacué par les autorités allemandes,.

## Photo

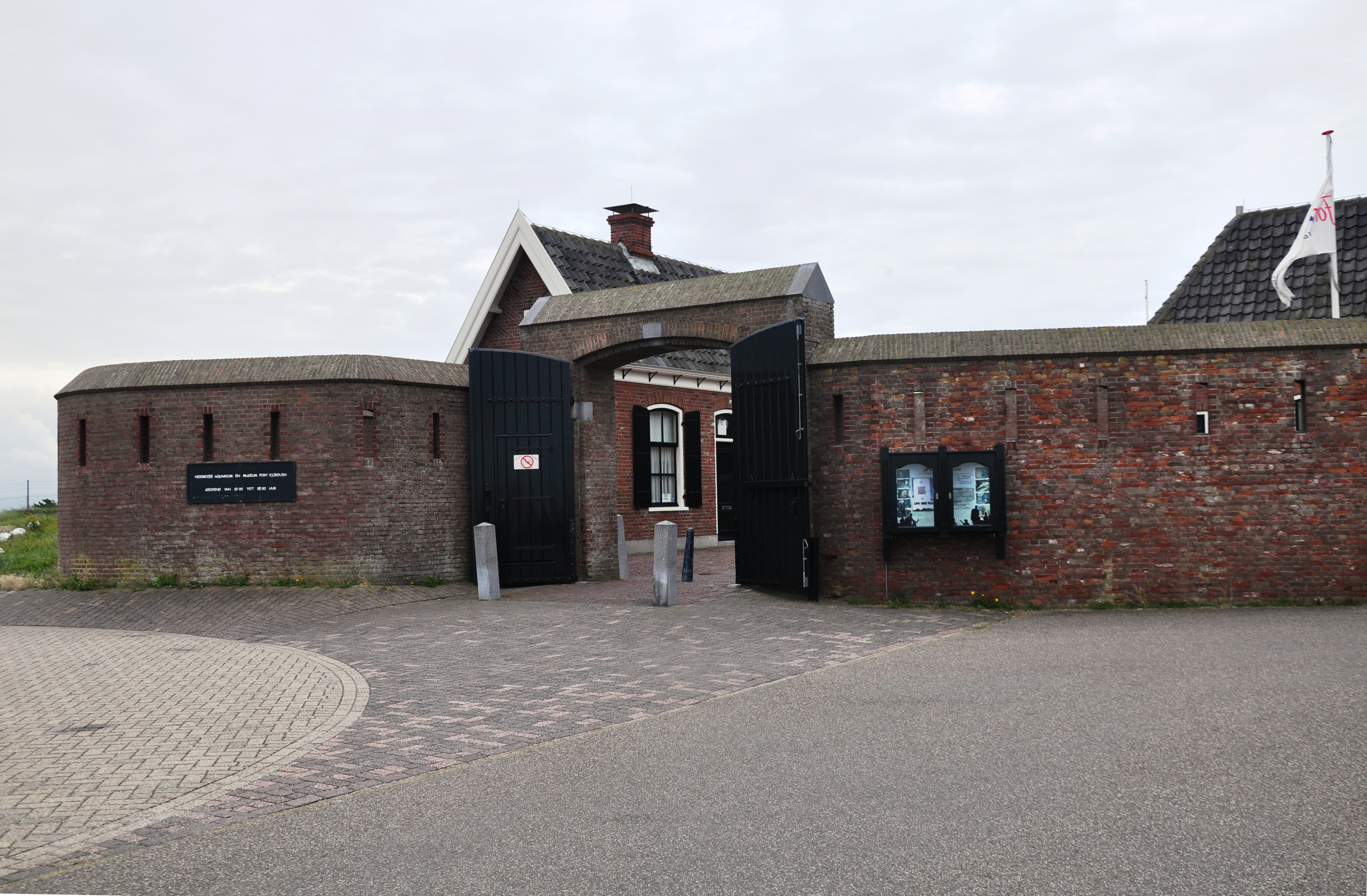
Fort Kijkduin
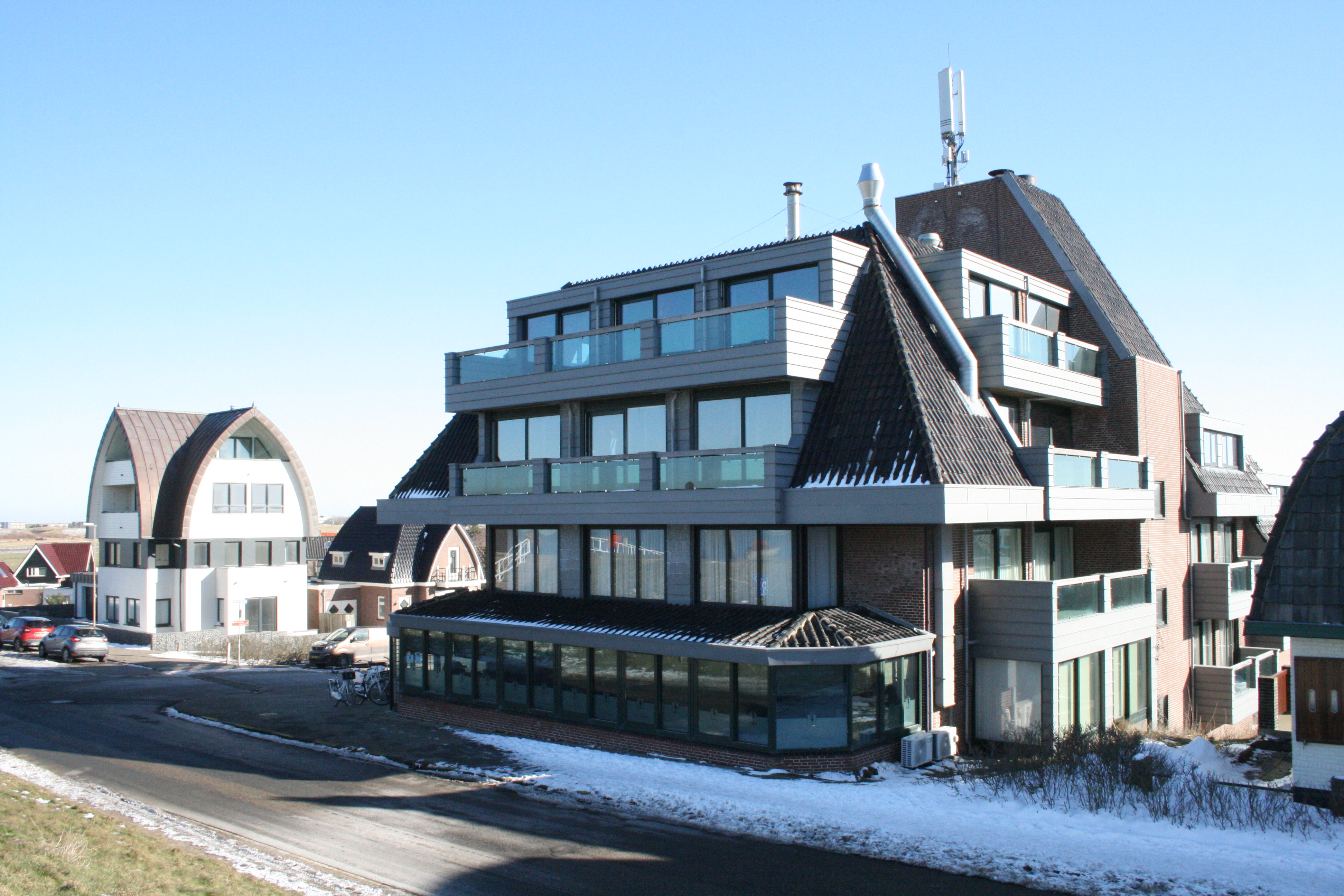
Hotel à Huisduinen
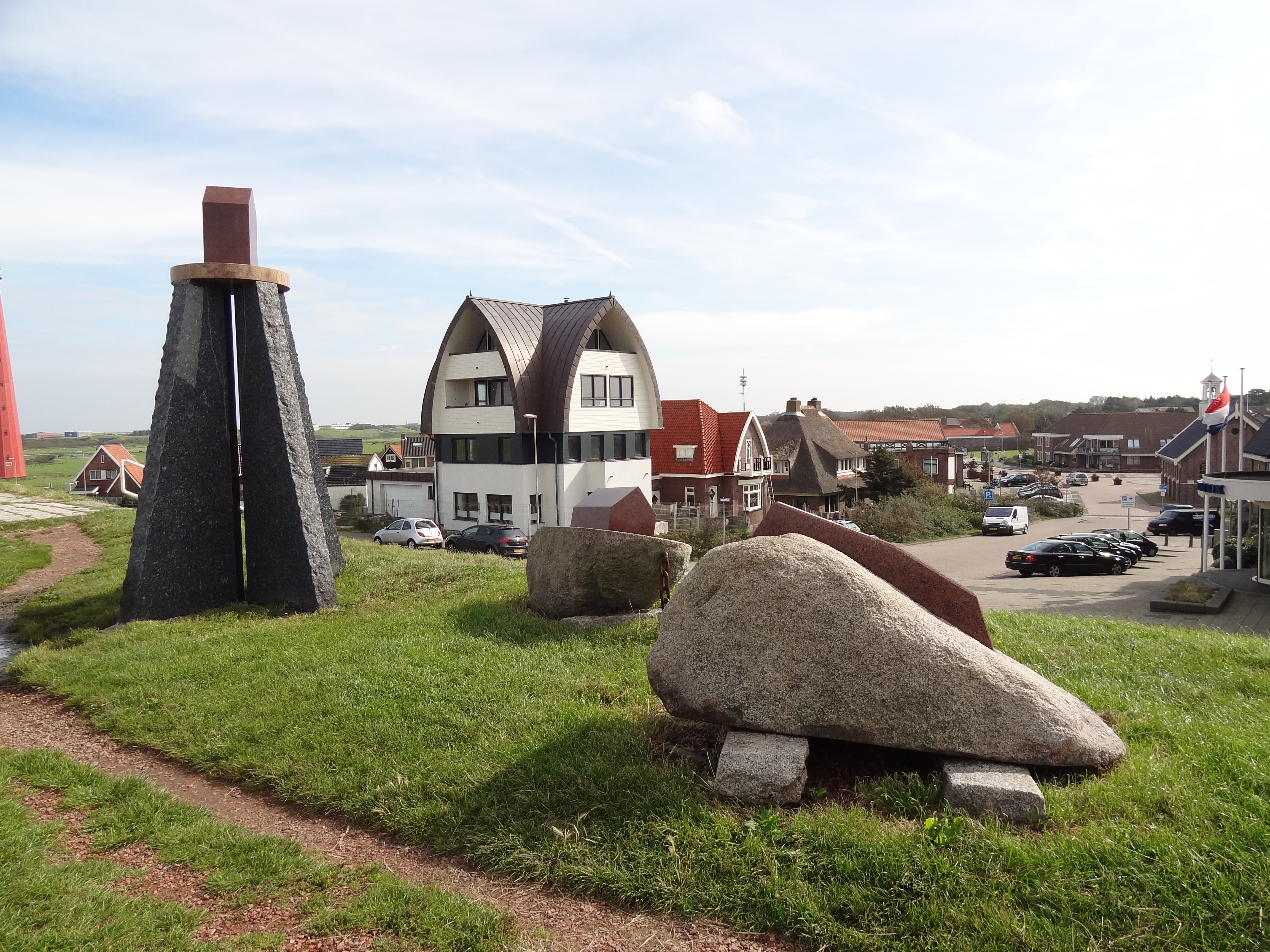
Art en bord de mer
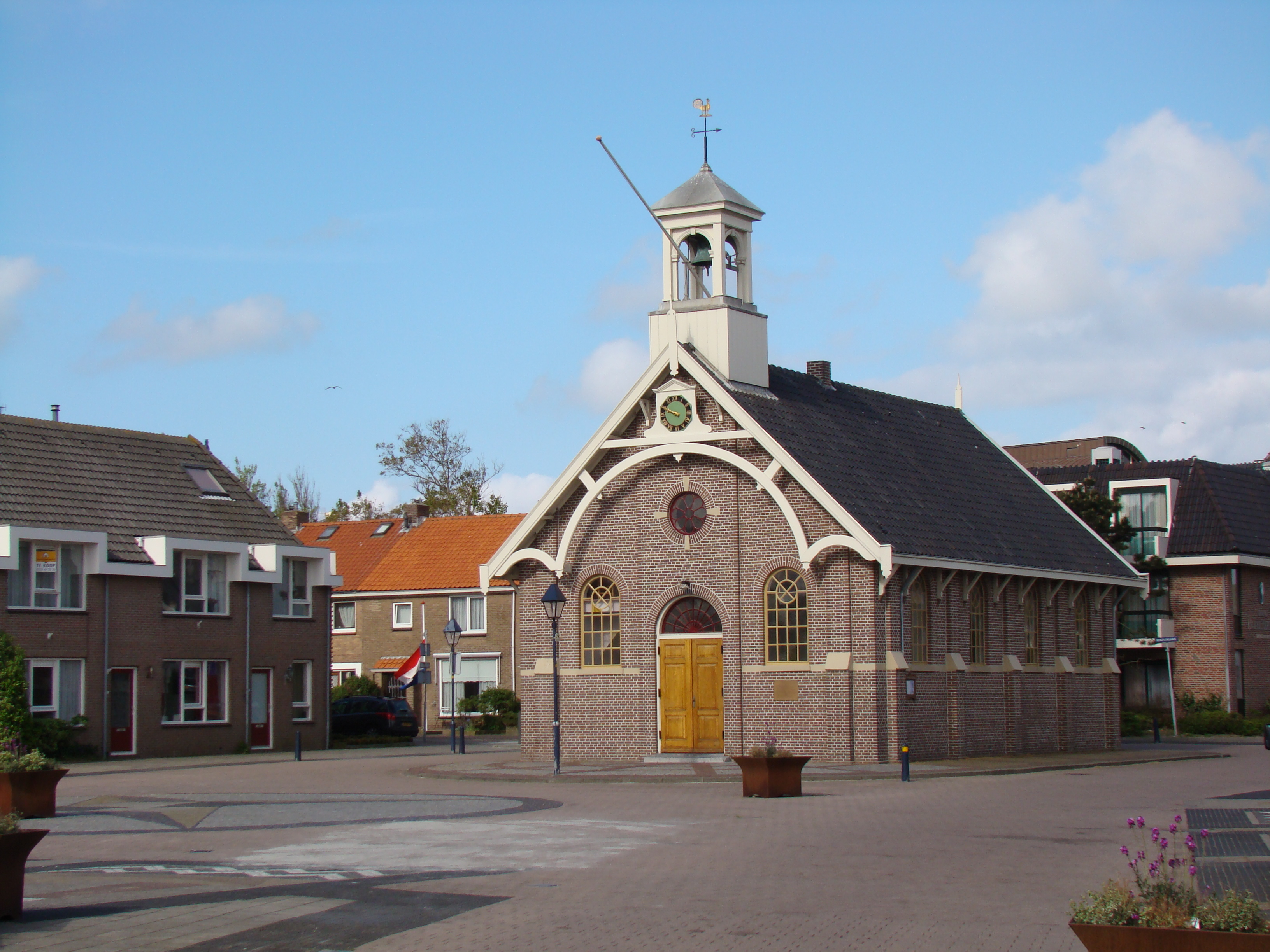
Église